# Alan Tate
Alan Tate (født 2. september 1982 i Easington, England) er en engelsk tidligere professionel fodboldspiller der spillede størstedelen af sin karriere hos Swansea City. Han var også tilknyttet blandt andet Crewe og Leeds.